# B
A B a latin ábécé második, a magyar ábécé harmadik betűje.

## Karakterkódolás
| Karakterkészlet | Kisbetű (b) | Nagybetű (B) |
| --------------- | ----------- | ------------ |
| ASCII           | 98          | 66           |
| Bináris ASCII   | 01100010    | 01000010     |
| EBCDIC          | 130         | 194          |
| Bináris EBCDIC  | 10000010    | 11000010     |
| Unicode         | U+0062      | U+0042       |
| HTML/XML        | &#98;       | &#66;        |

## Jelentései

### Biokémia
- B: a DNS bázisainak általános jelölése

### Fizika
- B: a mágneses indukció jele

### Kémia
- B: a bór vegyjele
- B: oldatoknál az oldott anyag jele

### Logika
- B: az állítmány, míg A az alany

### Számítástechnika
- B: a bájt jele
- b: a bit jele
- B: az RGB színkódnál a blue, azaz a kék rövidítése
- <b></b>: HTML-ben a félkövér szöveg kezdete és vége

### Zene
- b: egy hang fél hanggal való leszállítására szolgáló módosító jel (♭)
- B: a kromatikus hangsor A és H hangja közötti, a H-nak egy félhanggal való leszállításával keletkező hang
- b: a basso (basszus) rövidítése

### Egyéb
- b: a bal rövidítése
- B: Nemzetközi autójelként Belgium jele
- B  latin betűre írható át a  rovásjel